# WSA KTM Graz
Das Team WSA KTM Graz ist ein österreichisches Radsportteam mit Sitz in Grambach.

## Organisation und Geschichte
Die Mannschaft wurde 2011 gegründet und nimmt als Continental Team an den UCI Continental Circuits teil. Manager und sportlicher Leiter ist Christoph Resl, der von Werner Faltheiner, Felix Dyczek, Errol Rothschädl und Florian Moser unterstützt wird.
Das Radsportteam geht aus dem 1993 von Erich Radler gegründeten RC Desserta hervor. Im Laufe der Jahre wurde der Name der Mannschaft mehrfach geändert; so fuhren unter den Namen RC Stabil, Merida oder Corratec Fahrer wie Peter Luttenberger, Franz Stocher, Dietmar Hauer, Heinz Marchel oder Maurizio Vandelli, der unter anderem im Jahre 1999 für den von Radler betriebenen Rennstall die Österreich-Rundfahrt gewann. Ebenso fuhr der Australier Adam Hansen für Radler und gewann im Jahr dessen Todes das achttägige Mountainbikerennen Crocodile Trophy in North Queensland. Als Radler am 17. August 2004 überraschend einem Herzinfarkt erlag, wurde sein Fahrradgeschäft aufgelöst und das Radsportteam von Christoph Resl weitergeführt. Im Jahr 2007 trug es unter anderem den Namen VIPERbike-GRAZ-WSA-ARBÖ.
Das Team läuft unter dem Verein Radrennteam Graz und steht so in Verbindung mit dem 2005 gegründeten Junior Cycling Team Graz, das für ihre Nachwuchsförderung unter der Leitung von Florian Moser bekannt ist.
In den Jahren 2018 und 2019 hatte das Team eine Kooperation mit Maloja Pushbikers und fuhr 2018 unter dem Namen WSA Pushbikers und 2019 Maloja Pushbikers. Seit der 2020 gehen die Teams wieder getrennte Wege. Das österreichische Team kehrte zu seinem alten Namen WSA zurück, während das neu gegründete deutsche Continental Team unter dem Namen Maloja Pushbikers lizenziert ist.

## Saison 2025
Mannschaft
| Teamkader 2025          | Teamkader 2025     | Teamkader 2025 | Teamkader 2025           |
| Name                    | Geburtsdatum       | Land           | Vorheriges Team          |
| ----------------------- | ------------------ | -------------- | ------------------------ |
| Matthias Gusner         | 6. März 2003       | Österreich     |                          |
| Cian Hampton            | 21. Januar 2005    | Österreich     |                          |
| Theo Hauser             | 18. September 2003 | Österreich     |                          |
| Philipp Hofbauer        | 20. August 2002    | Österreich     |                          |
| Franz-Josef Lässer      | 17. Januar 2001    | Österreich     |                          |
| Martin Messner          | 9. Januar 2000     | Österreich     |                          |
| Maximilian Schmidbauer  | 23. Dezember 2001  | Österreich     |                          |
| Jakob Sertic            | 4. März 2005       | Österreich     |                          |
| Florian Sieber          | 12. November 2006  | Österreich     |                          |
| Fabian Steininger       | 12. September 2000 | Österreich     | Maloja Pushbikers (2024) |
| Marco Stocker           | 22. Juni 2005      | Österreich     |                          |
| Thomas Tichler          | 23. Mai 2000       | Österreich     |                          |
|                         |                    |                |                          |
| Quelle: ProCyclingStats |                    |                |                          |

Erfolge
| Siege | Siege  | Siege | Siege  | Siege  | Siege |
| Datum | Rennen | Staat | Klasse | Sieger |       |
| ----- | ------ | ----- | ------ | ------ | ----- |

## Saison 2024
Mannschaft
| Teamkader 2024          | Teamkader 2024     | Teamkader 2024 | Teamkader 2024                   |
| Name                    | Geburtsdatum       | Land           | Vorheriges Team                  |
| ----------------------- | ------------------ | -------------- | -------------------------------- |
| Matthias Gusner         | 6. März 2003       | Österreich     |                                  |
| Cian Hampton            | 21. Januar 2005    | Österreich     |                                  |
| Theo Hauser             | 18. September 2003 | Österreich     |                                  |
| Philipp Hofbauer        | 20. August 2002    | Österreich     |                                  |
| Stinus Kæmpe            | 26. Februar 2001   | Dänemark       | ARBÖ headstart On-Fahrrad (2022) |
| Franz-Josef Lässer      | 17. Januar 2001    | Österreich     |                                  |
| Stefan Marbler          | 12. September 2002 | Österreich     |                                  |
| Martin Messner          | 9. Januar 2000     | Österreich     |                                  |
| Maximilian Schmidbauer  | 23. Dezember 2001  | Österreich     |                                  |
| Jakob Sertic            | 4. März 2005       | Österreich     |                                  |
| Marco Stocker           | 22. Juni 2005      | Österreich     |                                  |
| Thomas Tichler          | 23. Mai 2000       | Österreich     |                                  |
|                         |                    |                |                                  |
| Quelle: ProCyclingStats |                    |                |                                  |

Erfolge
- keine -

## Saison 2023
Mannschaft
| Teamkader 2023                 | Teamkader 2023     | Teamkader 2023 | Teamkader 2023                   |
| Name                           | Geburtsdatum       | Land           | Vorheriges Team                  |
| ------------------------------ | ------------------ | -------------- | -------------------------------- |
| Daniel Auer (1. Jan.–16. Jun.) | 26. Oktober 1994   | Österreich     | Maloja Pushbikers (2019)         |
| Adam Hansen                    | 11. Mai 1981       | Australien     | Lotto-Soudal (2020)              |
| Philipp Hofbauer               | 20. August 2002    | Österreich     |                                  |
| Maximilian Kabas               | 2. August 2001     | Österreich     |                                  |
| Stinus Kæmpe                   | 26. Februar 2001   | Australien     | ARBÖ headstart On-Fahrrad (2022) |
| Leo Kerschbaumer               | 17. Februar 2003   | Österreich     |                                  |
| Stefan Marbler                 | 12. September 2002 | Österreich     |                                  |
| Martin Messner                 | 9. Januar 2000     | Österreich     |                                  |
| Maximilian Schmidbauer         | 23. Dezember 2001  | Österreich     |                                  |
| Thomas Tichler                 | 23. Mai 2000       | Österreich     |                                  |
|                                |                    |                |                                  |
| Quelle: ProCyclingStats        |                    |                |                                  |

Erfolge
| Siege    | Siege                              | Siege    | Siege  | Siege          | Siege |
| Datum    | Rennen                             | Staat    | Klasse | Sieger         |       |
| -------- | ---------------------------------- | -------- | ------ | -------------- | ----- |
| 11. Aug. | Tour of Szeklerland, 2. Etappe     | Rumänien | 2.2    | Martin Messner |       |
| 12. Aug. | Tour of Szeklerland, Gesamtwertung | Rumänien | 2.2    | Martin Messner |       |

## Saison 2022
Mannschaft
| Teamkader 2022           | Teamkader 2022     | Teamkader 2022 | Teamkader 2022           |
| Name                     | Geburtsdatum       | Land           | Vorheriges Team          |
| ------------------------ | ------------------ | -------------- | ------------------------ |
| Daniel Auer              | 26. Oktober 1994   | Österreich     | Maloja Pushbikers (2019) |
| Valentin Götzinger(Anm.) | 12. Dezember 2000  | Österreich     | Maloja Pushbikers (2019) |
| Alexander Gratzer        | 28. Februar 2000   | Österreich     |                          |
| Adam Hansen              | 11. Mai 1981       | Australien     | Lotto-Soudal (2020)      |
| Philipp Hofbauer         | 20. August 2002    | Österreich     |                          |
| Maximilian Kabas         | 2. August 2001     | Österreich     |                          |
| Leo Kerschbaumer         | 17. Februar 2003   | Österreich     |                          |
| Stefan Marbler           | 12. September 2002 | Österreich     |                          |
| Martin Messner           | 9. Januar 2000     | Österreich     |                          |
| Felix Ritzinger          | 23. Dezember 1996  | Österreich     | Maloja Pushbikers (2019) |
| Paul Rosegger            | 28. April 2002     | Österreich     |                          |
| Maximilian Schmidbauer   | 23. Dezember 2001  | Österreich     |                          |
|                          |                    |                |                          |
| Quelle: ProCyclingStats  |                    |                |                          |

Anmerkung: Valentin Götzinger, Karriereende des Sportlers

Erfolge
| Siege    | Siege                                                                       | Siege      | Siege  | Siege            | Siege |
| Datum    | Rennen                                                                      | Staat      | Klasse | Sieger           |       |
| -------- | --------------------------------------------------------------------------- | ---------- | ------ | ---------------- | ----- |
| 2. Mär.  | Umag Trophy                                                                 | Kroatien   | 1.2    | Daniel Auer      |       |
| 20. Mär. | Grand Prix Slovenian Istria                                                 | Slowenien  | 1.2    | Daniel Auer      |       |
| 23. Jun. | Österreichische Straßen-Radmeisterschaften, Einzelzeitfahren der U23-Männer | Österreich | CN     | Maximilian Kabas |       |

## Saison 2021
Erfolge in den UCI Continental Circuits
| Datum     | Rennen                        | Kat. | Sieger      |
| --------- | ----------------------------- | ---- | ----------- |
| 24. April | 3. Etappe Banja Luka-Belgrad  | 2.1  | Daniel Auer |
| 7. August | 4. Etappe Tour of Szeklerland | 2.2  | Daniel Auer |

## Saison 2020
Nationale Straßen-Radsportmeister
| Datum      | Rennen                                              | Fahrer             |
| ---------- | --------------------------------------------------- | ------------------ |
| 23. August | Österreichische Meisterschaft – Straßenrennen (U23) | Valentin Götzinger |
| 23. August | Österreichische Meisterschaft – Straßenrennen       | Valentin Götzinger |

## Saison 2019
Erfolge in der UCI Europe Tour
| Datum      | Rennen                                      | Kat. | Sieger          |
| ---------- | ------------------------------------------- | ---- | --------------- |
| 13. Juni   | Prolog Oberösterreich-Rundfahrt (EZF)       | 2.2  | Lukas Schlemmer |
| 20. Juli   | V4 Special Series Vasarosnameny-Nyiregyhaza | 1.2  | Daniel Auer     |
| 10. August | 3b. Etappe Tour of Szeklerland              | 2.2  | Felix Ritzinger |

## Saison 2018
Erfolge in der UCI Europe Tour
| Datum    | Rennen                                    | Kat. | Sieger         |
| -------- | ----------------------------------------- | ---- | -------------- |
| 2. Juni  | 2b. Etappe Tour of Bihor - Bellotto (EZF) | 2.2  | Jodok Salzmann |
| 29. Juli | GP Kranj                                  | 2.2  | Daniel Auer    |

## Saison 2017
Erfolge in der UCI Europe Tour
| Datum      | Rennen                         | Kat. | Sieger         |
| ---------- | ------------------------------ | ---- | -------------- |
| 12. August | 3b. Etappe Tour of Szeklerland | 2.2  | Markus Kopfauf |

## Saisons 2011 bis 2016
- WSA-Greenlife/Saison 2016
- WSA-Greenlife/Saison 2015
- WSA-Greenlife/Saison 2014
- WSA/Saison 2013
- WSA-Viperbike Kärnten/Saison 2012
- WSA-Viperbike Kärnten/Saison 2011

## Platzierungen in UCI-Ranglisten
UCI-Weltrangliste
| World Ranking | World Ranking | World Ranking              | World Ranking |
| Jahr          | Teamwertung   | Einzelwertung              |               |
| ------------- | ------------- | -------------------------- | ------------- |
| 2016          | —             | Florian Bissinger (887. )  |               |
| 2017          | —             | Florian Bissinger (1294. ) |               |
| 2018          | —             | Daniel Auer (899. )        |               |
| 2020          | 82.           | Valentin Götzinger (358. ) |               |
| 2021          | 84.           | Daniel Auer (544. )        |               |
| 2022          | 119.          | Daniel Auer (681. )        |               |
| 2023          | 135.          | Martin Messner (663. )     |               |
| 2024          | —             | Philipp Hofbauer (1003. )  |               |
|               |               |                            |               |
| Quelle: UCI   |               |                            |               |

UCI Europe Tour
| Saison | Mannschaftswertung | Fahrerwertung            |
| ------ | ------------------ | ------------------------ |
| 2011   | 76.                | Martin Schöffmann (384.) |
| 2012   | 95.                | Martin Schöffmann (400.) |
| 2013   | 78.                | Josef Benetseder (275.)  |
| 2014   | 104.               | Florian Bissinger (372.) |
| 2015   | 103.               | Florian Bissinger (280.) |
| 2016   | 97.                | Florian Bissinger (567.) |
| 2017   | 102.               | Florian Bissinger (845.) |
| 2018   | 97.                | Daniel Auer (565.)       |